# Sejm Krajowy (Galicja)

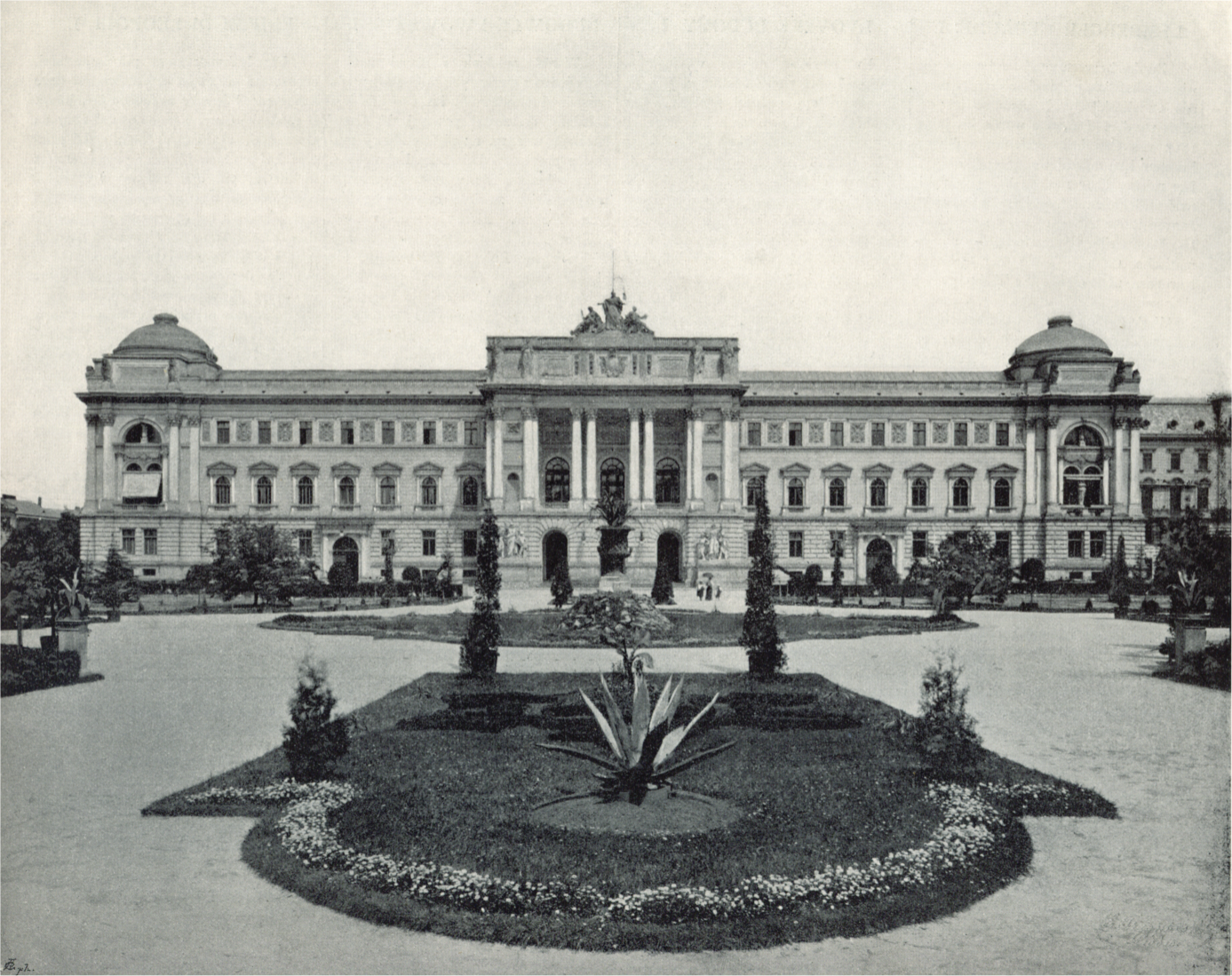
Gmach Sejmu Krajowego we Lwowie ok. 1898 r.

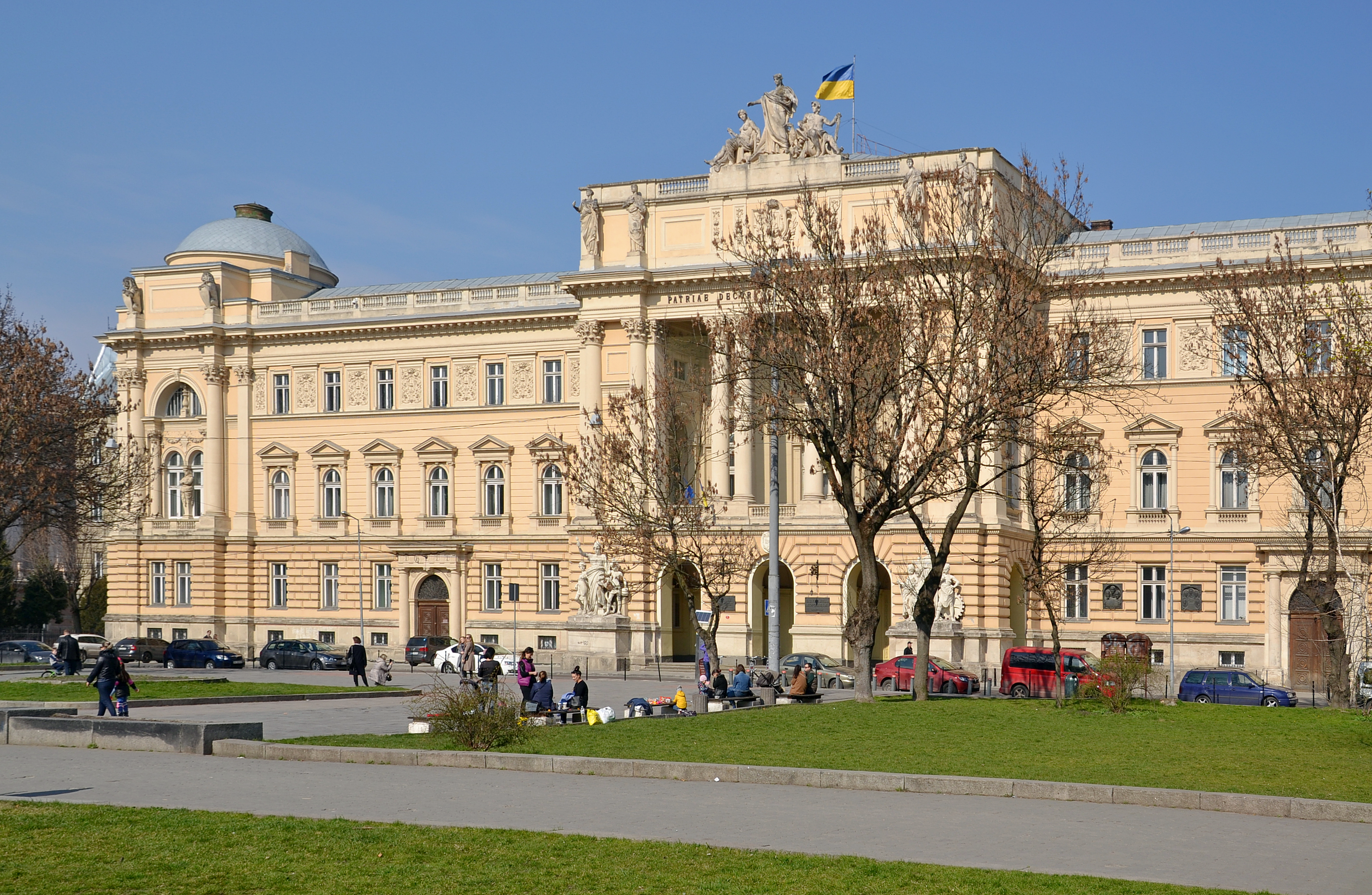
Dawny gmach Sejmu Krajowego we Lwowie współcześnie, obecnie gmach główny Uniwersytetu Lwowskiego

Sejm Krajowy (Sejm Krajowy Królestwa Galicji i Lodomerii wraz z Wielkim Księstwem Krakowskim) – sejm krajowy istniejący w Galicji w latach 1861–1918 z siedzibą we Lwowie, kompetentny w niektórych sprawach wewnętrznych Galicji (gospodarka, oświata i kultura).

## Kompetencje
Kompetencje sejmu obejmowały ograniczony zakres spraw krajowych. W pierwszym rzędzie należały do nich kompetencje ustawodawcze, których jednak zakres został dość wąsko określony w patencie lutowym. Ustawodawstwo to mogło obejmować tzw. „kulturę krajową” (obejmującą głównie sprawy ekonomiczne) oraz sprawy związane z przedsięwzięciami i instytucjami finansowanymi z funduszy krajowych. Ponadto przyznano także ustawami Sejmowi Krajowemu prawo do decydowania w niektórych sprawach gminnych, kościelnych, szkolnych, organizacji sądownictwa i administracji, zaopatrzenia i zakwaterowania wojska, ksiąg gruntowych i propinacji. Ustawy sejmowe wymagały akceptacji cesarza Austrii.
Istotnym elementem kompetencji Sejmu Krajowego było początkowo także prawo wyboru delegatów do Izby Poselskiej Rady Państwa. Pozwalało to sejmowi (za pośrednictwem swoich delegatów, z których posłowie polskiej narodowości zorganizowani byli w prężnie działającym Kole Polskim) mieć spore znaczenie na arenie politycznej Austrii. Sytuacja zmieniła się w 1873 r., gdy wprowadzono bezpośrednie wybory do Izby Poselskiej Rady Państwa – jednak wciąż niektórzy posłowie Sejmu Krajowego uzyskiwali także mandat poselski w Wiedniu, i wciąż działało Koło Polskie (składające się z wszystkich polskich posłów i blisko współpracujące z Sejmem Krajowym). Odtąd wpływ na ustawodawstwo Monarchii Sejm mógł mieć (poza współpracą z Kołem Polskim w Wiedniu) za pośrednictwem prawa inicjatywy ustawodawczej.
Oprócz kompetencji ustawodawczych Sejm Krajowy zarządzał niewielkim majątkiem krajowym, choć dla zbycia, trwałego obciążenia lub zastawu elementów tego majątku musiał uzyskać zatwierdzenie cesarskie. Nie miał też dochodów podatkowych – mógł uchwalać na potrzeby krajowe jedynie dodatki do podatków lub specjalne opłaty krajowe (jeśli jednak dodatki przekraczały 10%, znowu wymagały sankcji cesarskiej). Bieżący zarząd majątkiem wykonywał wybierany przez Sejm organ wykonawczy – Wydział Krajowy.
Sejmowi Krajowemu przypisano też prawo kontroli administracji na terenie Galicji (choć bez skutecznych środków egzekwowania naruszeń prawa – na potencjalne nadużycia namiestnika czy innych przedstawicieli administracji rządowej mógł reagować jedynie za pomocą rezolucji).

## Organizacja
Organizacja Sejmu Krajowego wynikała z przepisów Statutu krajowego, a szczegółowo regulował ją regulamin sejmowy. Ten ostatni był dość często zmieniany, co w praktyce prowadziło do wielu niejasności.
Sesje Sejmu Krajowego były zwoływane i rozwiązywane przez cesarza Austrii. W praktyce powinny były się odbywać co rok, zdarzały się jednak takie lata, w których cesarz ich nie zwołał (1879, 1891), co rodziło negatywne praktyczne konsekwencje (m.in. brak uchwalonego budżetu). Sesje trwały zwykle tylko kilka tygodni, co stanowiło zbyt krótki czas by zająć się wszystkimi powierzonymi Sejmowi sprawami (posłowie wielokroć zwracali się do cesarza z prośbą o ustalenie z góry stałego okresu obrad sejmu, dłuższego niż zwykle, jednak bezskutecznie).
Pracami Sejmu (a także Wydziału Krajowego) kierował marszałek krajowy, mianowany przez cesarza. Posiadał on zastępcę, którym zwykle był arcybiskup greckokatolicki. Sesje sejmowe rozpoczynały się zwykle (szczególnie w początkowym okresie) od odczytania listu cesarskiego do posłów, w odpowiedzi na który posłowie redagowali odpowiedź w formie adresu. Występował także cesarski namiestnik Galicji. Następnie posłowie przeprowadzali weryfikację mandatów poselskich, w wyniku czego niejednokrotnie unieważniano mandaty wskutek wykrytych nieprawidłowości wyborczych. Po weryfikacji posłowie składali „przyrzeczenia”. Następnie wybierany był Wydział Krajowy oraz komisje sejmowe.
Posłowie występowali w Sejmie zarówno po polsku, jak i po ukraińsku, choć kwestia języka protokołów (a także stosowanego do zapisu języka ukraińskiego alfabetu) często była przedmiotem burzliwych dyskusji, szczególnie w początkowym okresie istnienia Sejmu. Posłowie za udział w obradach otrzymywali diety, a także zwroty kosztów podróży do Lwowa. Posiadali także przywilej nietykalności (nie można było ich aresztować bez zgody Sejmu). Obrady Sejmu były jawne (choć w szczególnych wypadkach możliwe było ich utajnienie). W sejmie nie było wyraźnie zarysowanej organizacji politycznej jej członków (np. poprzez kluby), ta zaczęła się pojawiać powoli dopiero w ostatnim okresie istnienia sejmu, wcześniej podział posłów przebiegał głównie na linii narodowościowej (znajdował on też wyraz z zajmowaniu miejsc na sali).
Projekty ustaw sejmowych mogły pochodzić z przedłożeń rządu wiedeńskiego, Wydziału Krajowego, poszczególnych komisji sejmowych lub posłów (te ostatnie wymagały poparcia 15 posłów). Przedłożenia rządowe oraz Wydziału nie mogły być przez Sejm odrzucone. Ustawy podlegały trzem czytaniom (w niektórych wypadkach rezygnowano z nich, np. w przypadku przedłożeń wydziałowych obowiązywały tylko dwa czytania). Głosowania co do zasady były jawne, w niektórych jednak wypadkach (np. w przypadku różnych wyborów) mogły być tajne. Do podjęcia ustawy było wymagane kworum postaci ponad 50% składu Sejmu oraz bezwzględna większość głosów; w niektórych przypadkach (np. dotyczących zmiany Statutu krajowego lub ordynacji wyborczej) wymagane kworum wynosiło 3/4 składu Sejmu i wymagane było uzyskanie większości 2/3 głosów. Posłowie mogli składać interpelacje, także do organów władz rządowych (w tym namiestnika) – te jednak mogły odmówić odpowiedzi na interpelację.

## Wydział Krajowy
Wydział Krajowy był powoływanym przez Sejm Krajowy na mocy przepisów Statutu krajowego parlamentarnym organem wykonawczym. Liczył przez większość okresu istnienia 6 członków. Jego skład uzupełniał marszałek krajowy, kierujący jego pracami. Członkowie Wydziału (poza marszałkiem) pochodzili z wyborów sejmowych przeprowadzanych według zasady: po 1 członku z wyborów w ramach kurii wielkiej własności ziemskiej, połączonych kurii izb przemysłowo-handlowych i większych miast oraz kurii mniejszych miast i gmin wiejskich, a pozostałych 3 członków z wyborów ogólnosejmowych. Decyzje podejmowali kolegialnie, w głosowaniu (wymagane kworum wynosiło 4 członków). Prawa głosu nie posiadał marszałek, on jednak podejmował decyzję w przypadku gdy głosy członków Wydziału rozłożyły się po równo, posiadał także prawo do wstrzymania uchwały Wydziału. W 1914 r. skład Wydziału został powiększony do 8 członków, przy czym zapewniono, że dwóch członków Wydziału będzie wybieranych przez posłów ukraińskich. Wybierano także 6 zastępców (potem 8), początkowo każdy z nich był przypisany do konkretnego członka. Z biegiem czasu Wydział Krajowy zatrudniał coraz więcej urzędników (przed I wojną światową ich liczba doszła do 200).
Wydział Krajowy jako organ wykonawczy sejmu miał w pierwszym rzędzie zadania administracyjne i organizacyjne. Do administracyjnych należał przede wszystkim bieżący zarząd majątkiem krajowym oraz nadzór nad instytucjami podległymi władzom krajowym. Organizacja dotyczyła przede wszystkim obrad sejmowych (np. to Wydział prowadził zadanie budowy nowego gmachu Sejmu), zarówno zapewnienia odpowiednich warunków pracy, jak i obsługi procesu ustawodawczego (to Wydział był odpowiedzialny za korespondencję Sejmu z władzami rządowymi, m.in. za przekazywanie uchwalonych przez Sejm ustaw do sankcji cesarskiej, jak i za przedstawianie na forum Sejmu rządowych przedłożeń). Ponadto Wydział miał także prawo inicjatywy ustawodawczej (jego przedłożenia nie mogły być przez Sejm odrzucone, nie obowiązywało w ich przypadku także pierwsze czytanie). Wydział Krajowy sprawował też kontrolę nad działalnością samorządów gminnych, szczególnie w zakresie spraw majątkowych (w niektórych kwestiach zgoda Wydziału była wręcz wymagana).

## Ordynacja wyborcza
Główne zasady ordynacji wyborczej określone były w przepisach nadanego wraz z patentem lutowym Statutu krajowego. Posłowie do Sejmu Krajowego pochodzili w większości z wyborów (na sześcioletnie kadencje, choć cesarz mógł rozwiązać Sejm wcześniej), prowadzonych według systemu kurialnego; ich liczbę uzupełniali wiryliści (zasiadający w Sejmie w okresie sprawowania urzędów dających prawa poselskie).
Wirylistami (a zatem posłami zasiadającymi w sejmie z racji zajmowanego urzędu) byli przedstawiciele Kościoła: trzech, a od 1896 r. czterech biskupów rzymskokatolickich (lwowski, przemyski, tarnowski, a od 1896 r. też krakowski), trzech biskupów greckokatolickich (lwowski, przemyski i stanisławowski) oraz jeden biskup ormiański (lwowski). Ponadto wirylistami byli rektorzy uczelni: początkowo uniwersytetów w Krakowie i Lwowie, a od 1900 r. także rektor Politechniki Lwowskiej oraz prezes Akademii Umiejętności w Krakowie.
Wybory do sejmu odbywały się w czterech osobnych kuriach:
- I kuria – wielkiej własności ziemskiej – 44 posłów (liczba wyborców wynosiła ok. 2 tys. osób, co daje ok. 50 wyborców na jeden mandat);
- II kuria – izb przemysłowo-handlowych – 3 posłów (po jednym z każdej izby, których w Galicji było zaledwie 3, wybory odbywały się w systemie pośrednim, posłowie z tej kurii reprezentowali ok. 30 tys. osób, co daje ok. 9 tys. prawyborców na jeden mandat);
- III kuria – większych miast – początkowo 20, od 1896 r. 23, a od 1900 r. 28 posłów[2][3] (prawo wyborcze otrzymywali jedynie nieliczni mieszkańcy miast, 2/3 podatników podatków bezpośrednich w danym mieście, wyborcy rad miejskich, inteligencja – było to od 22 do 64 tys. wyborców, co daje ok. 1–2 tys. wyborców na jeden mandat);
- IV kuria – mniejszych miast i gmin wiejskich – 74 posłów (wybieranych w ofertach jednomandatowych, także tu prawo wyborcze związane było z cenzusem dotyczącym wielkości płaconego podatku oraz posiadali je uprawnieni do wybierania rad gminnych, technicy i kandydaci notarialni; wybory w tej kurii były pośrednie; liczba prawyborców wynosiła od 500 do 650 tys. osób, co daje ok. 7–9 tys. prawyborców na 1 mandat).

W kuriach wielkiej własności ziemskiej i większych miast prawo wyborcze posiadały także kobiety (choć mogły głosować tylko poprzez męża lub pełnomocnika). W kuriach izb przemysłowo-handlowych oraz mniejszych miast i gmin wiejskich obowiązywała zasada wyborów pośrednich. W tej ostatniej obowiązywała też zasada jawności wyborów (w praktyce realizowana jednak także w pozostałych kuriach).
Cenzus wyborczy w poszczególnych kuriach powodował, że jedynie niewielka część całej ludności Galicji posiadała prawa wyborcze, a dzięki podziałowi na kurie bogatsze strefy społeczeństwa (zwłaszcza arystokracja) posiadały zdecydowanie nieproporcjonalny wpływ na skład sejmu: wyborcy w I kurii stanowili zaledwie 0,4% ogółu wyborców, a wyłaniano z niej najpierw 28,4%, a potem 27,3% posłów; ponadto arystokracja posiadała przewagę także w IV kurii (jedynie nieliczni chłopi zdobywali mandaty, a w niektórych kadencjach nie było w składzie sejmu żadnego włościanina) – ten stan zaczął się zmieniać dopiero w XX w. Ordynacja wyborcza powodowała także słabą reprezentację Ukraińców w sejmie (praktyczną szansę dostania się do sejmu – poza biskupami unickimi – mieli oni jedynie w IV kurii).
Praktycznie w całym okresie istnienia Sejmu Krajowego dużą część czasu poświęcał on dyskusjom nad reformą wyborczą. Początkowo dyskusje dotyczyły ilości mandatów w poszczególnych kuriach (ich efektem było jedynie nieznaczne powiększenie ilości mandatów w kurii większych miast). Dyskusje nasiliły się szczególnie w ostatnim okresie istnienia sejmu, po reformach ordynacji wyborczej do Rady Państwa w 1896 i 1907 r. (na ich mocy wprowadzono najpierw V kurię powszechną, a potem zlikwidowano w ogóle system kurialny wprowadzając zasadę wyborów równych). Stopniowo reformowano też w tym okresie ordynacje wyborcze do innych sejmów krajowych. Pojawił się wówczas szereg głosów, m.in. ze strony polityków ludowych i Ukraińców – nawołujących do podobnej reformy systemu wyborczego do Sejmu Krajowego Galicji. Prace nad reformą postępowały bardzo powoli, głównie z obawy konserwatystów przed wzrostem w parlamencie innych sił politycznych, w szczególności przed rosnącą rolą ukraińskiego ruchu narodowego. Na początku 1913 r. ukończono projekt popierany przez namiestnika Galicji Michała Bobrzyńskiego. Wprowadzał on piątą kurię wyborczą – średniej własności, do której mieli należeć bogaci chłopi opłacający podatek gruntowy w wysokości ponad 50 koron, oraz proboszczowie wiejscy. Powiększał też liczbę mandatów (głównie w kuriach miast i wsi), a także wprowadzał zasadę reprezentacji narodów (polskiego i ukraińskiego). Jednak w marcu 1913 r. przeciw projektowi wystąpili polscy biskupi, co spowodowało dymisję Bobrzyńskiego. Po nim posadę namiestnika objął Witold Korytowski, który wprowadził w 1914 r. reformę ordynacji wyborczej według prawie niezmienionego projektu Bobrzyńskiego, tym razem bez protestu biskupów. Jednak z uwagi na wybuch I wojny światowej nie przeprowadzono według nowej ordynacji żadnych wyborów.

## Układ sił politycznych
W układzie politycznym Sejmu Krajowego dominację przez praktycznie cały okres jego istnienia zachowywało stronnictwo konserwatywne (co wynikało przede wszystkim z ordynacji wyborczej). Nie było ono jednak całkowicie jednolite. Początkowo dominowała konserwatywna arystokracja, wywodząca się z miejscowej magnaterii i jej klientów. Bardzo szybko zarysował się jednak podział, w którym można wyróżnić dwa podstawowe odłamy: Stańczyków (nazwa ta funkcjonowała od 1869 r.; reprezentowali środowisko nie tylko arystokracji, ale także inteligencji) oraz Podolaków (grupujących polską arystokrację wschodniogalicyjską, zaangażowaną mocno w konflikt narodowościowy z Ukraińcami, co powodowało silne podkreślanie elementu narodowego w ich hasłach). Mimo jednak różnic, co do zasady konserwatyści, choć głosili lojalizm wobec władz w Wiedniu, chcieli poszerzenia autonomii Galicji, głosili program pracy organicznej. W ich interesie leżało hamowanie reform prawa wyborczego, które osłabiłyby ich pozycję polityczną w Sejmie.
Z czasem w Sejmie zaczęli się pojawiać także przedstawiciele innych ruchów politycznych. Sporego znaczenia nabrało stronnictwo demokratyczne (organizujące się początkowo wokół Franciszka Smolki, mniej ugodowe wobec Wiednia od konserwatystów, wysuwające też hasła bardziej demokratyczne, m.in. reformy prawa wyborczego). Pojawiła się narodowa demokracja – choć w głównej mierze opierała się na Podolakach, których hasła z czasem zbliżyły się do programu endecji. Istotnym elementem w sejmie pod koniec jego istnienia stali się też posłowie chłopscy (pierwsi pojawili się już w pierwszych kadencjach Sejmu, nie odgrywali jednak samodzielnej w nim roli; po kilku kolejnych kadencjach, w których żaden chłop nie znalazł się w ławach sejmowych, zaczęli ponownie w nim zasiadać przedstawiciele powstających stronnictw ludowych, m.in. Wincenty Witos). Reprezentacji w Sejmie Krajowym nie uzyskali natomiast galicyjscy socjaliści – w praktyce uniemożliwiała im to ordynacja wyborcza, podczas gdy posiadali swoją reprezentację w wybieranej na innych zasadach wiedeńskiej Radzie Państwa.
Osobną grupę posłów stanowili Ukraińcy. Również jednak i ta grupa nie była jednolita – wyróżnić można dwa stronnictwa, co prawda na arenie sejmowej zwykle współpracujące, ale różniące się co do programów: moskalofilskie (związane z Rosją) i ukraińsko-narodowe.

## Działalność

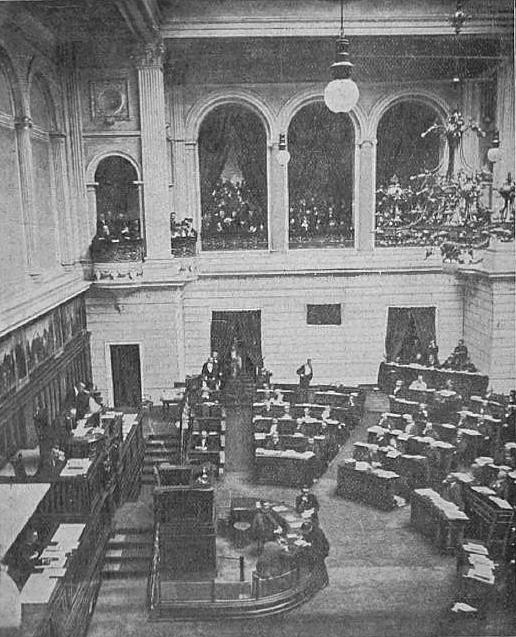
Posiedzenie Sejmu VIII kadencji w dniu 28 grudnia 1901

Działalność Sejmu Krajowego można podzielić na dwa pola: zasadnicze, dotyczące realizacji powierzonych Sejmowi kompetencji w zakresie spraw galicyjskich, oraz szersze, związane ze staraniami o poszerzenie galicyjskiej autonomii. Działania na tym drugim polu miały miejsce szczególnie w pierwszym okresie istnienia sejmu, do 1873 r. Sejm Krajowy podejmował wówczas szereg różnych czynności mających na celu powiększenie zakresu swojej samodzielności. W latach 1866–1867 rozważano nawet próbę nacisku na rząd w Wiedniu (poprzez nieobesłanie swymi przedstawicielami Rady Państwa, co mogłoby spowodować brak kworum na jej obradach i uniemożliwić reformę ustroju Austrii) w celu odstąpienia od planowanej reformy dualistycznej na rzecz szerszej, zmieniającej ustrój monarchii w federacyjny (przy czym Galicja z Bukowiną miały stanowić jedną z jej części). Ostatecznie delegaci Sejmu galicyjskiej wzięli udział w obradach Rady Państwa w 1867 r., jednak w kolejnych latach (1868–1873) Sejm Krajowy prowadził tzw. „kampanię rezolucyjną” mającą na celu powiększenie swobody Galicji w ramach monarchii. Dopiero wprowadzenie bezpośrednich wyborów do Rady Państwa w 1873 r. pozbawiło Sejm Krajowy narzędzia nacisku na władze centralne i zakończyło tę sprawę. W toku tych wydarzeń, choć rząd nie zrealizował najdalej idących postulatów Sejmu, czynił jednak stopniowe koncesje na rzecz języka polskiego i autonomii galicyjskiej (m.in. dzięki temu w 1869 r. zaniechano używania języka niemieckiego w galicyjskiej administracji).
Główna część działalności Sejmu skupiała się na sprawach krajowych w powierzonym Sejmowi zakresie autonomii. Możliwości Sejmu działania bezpośredniego były dość ograniczone z uwagi na fakt, że dysponował on niewielkimi funduszami. Wynikało to ze słabej sytuacji ekonomicznej Galicji, a na dodatek reforma uwłaszczeniowa i wykup propinacji pociągnęły za sobą bardzo wysokie koszty. Podatki były ściągane do kasy centralnej, a Sejm miał jedynie możliwość nakładania dodatków do nich na własne cele (na dodatek mocno ograniczoną).
W zakresie prawodawstwa najbardziej znaczący udział w dorobku Sejmu Krajowego stanowią akty dotyczące skarbowości. Sejm zajmował się wieloma zagadnieniami z tym związanymi, regulując m.in. podstawy gospodarki finansowej samorządu gminnego czy próbując pobudzić akcję kredytową poprzez tworzenie instytucji w tym celu. W 1877 r. wprowadził ustawę o lichwie, którą wkrótce przyjęto w całej Przedlitawii. Zajmował się też szerzej rozumianą gospodarką, wydając ustawy w zakresie przemysłu, rolnictwa czy budownictwa. Wyróżnić tutaj można wyjątkowe w Austro-Węgrzech prawo naftowe. Ponadto istotnym elementem działalności Sejmu w sprawach lokalnych było prawodawstwo dotyczące samorządów, ochrony zdrowia i oświaty (m.in. skutkiem działalności Sejmu było powołanie przez cesarza Rady Szkolnej Krajowej).
Na uwagę zasługują działania Sejmu na polu kultury i nauki. Mimo skromnych funduszy Sejm Krajowy wspierał finansowo różne instytucje kulturalne i naukowe (m.in. utworzony przez Stanisława Skarbka polski teatr we Lwowie, Zakład Narodowy im. Ossolińskich, Towarzystwo Naukowe Krakowskie i jego następcę – Akademię Umiejętności, Muzeum Narodowe w Krakowie). Działał na rzecz opuszczenia przez austriackie wojsko Wawelu (m.in. finansując budowę nowych koszar w Krakowie).
Mimo wynikającej ze zdecydowanej przewagi konserwatystów zachowawczej i ugodowej wobec Wiednia polityki Sejmu, zajmował on także niekiedy stanowisko wobec wydarzeń mających miejsce w pozostałych zaborach Polski, dając wyraz postawie patriotycznej. Zabierał głos m.in. w czasie powstania styczniowego, likwidacji przez cara na Chełmszczyźnie Kościoła unickiego czy strajku dzieci wrzesińskich, często w bardzo praktycznym wymiarze (np. poprzez utworzenie funduszu pomocy dla duchownych unickich, którzy uszli z Rosji do Galicji).

## Siedziba

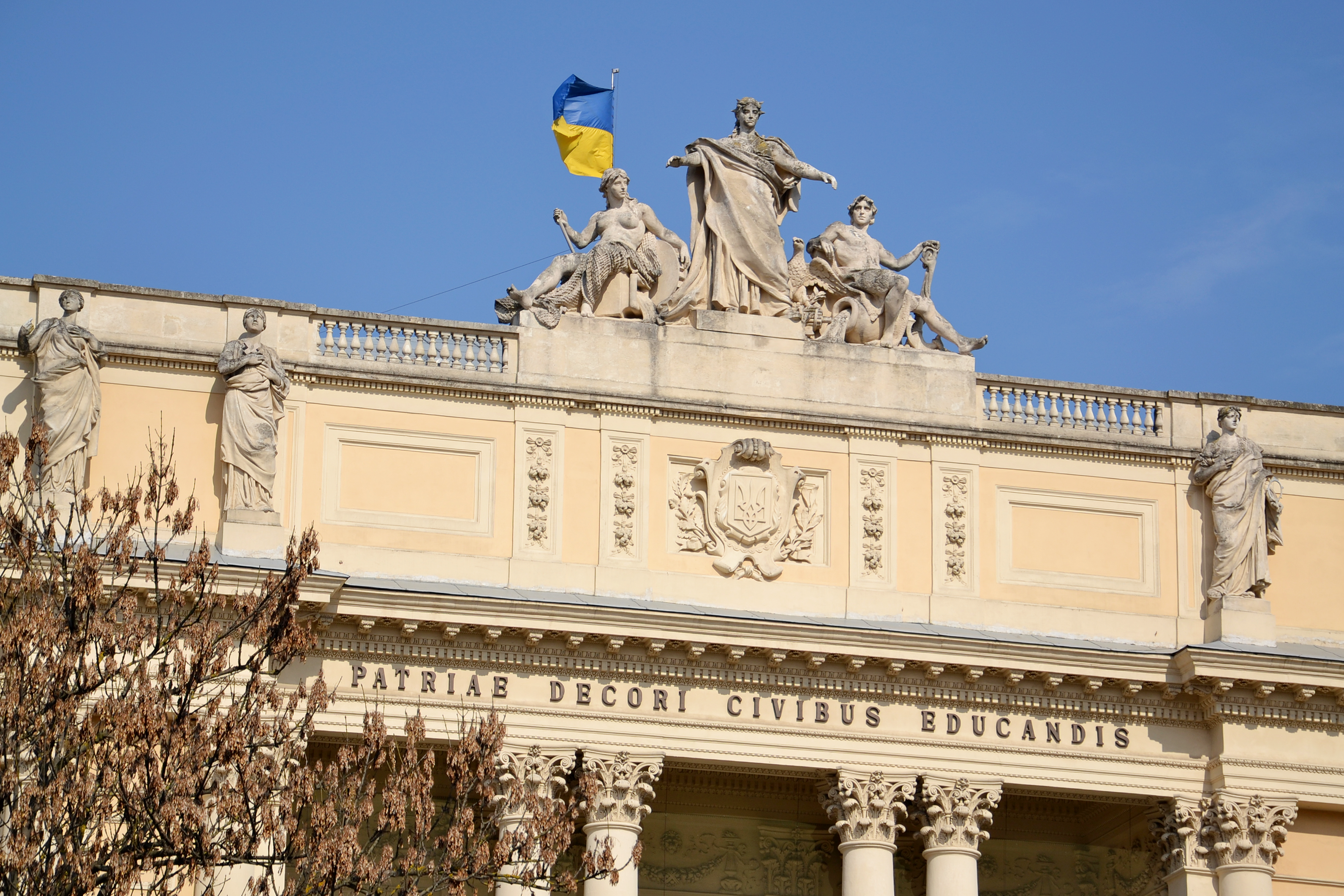
Fasada dawnego Sejmu Krajowego: „Galicja”, „Wisła” i „Dniestr”

Siedzibą Sejmu Krajowego była stolica Galicji – Lwów. Początkowo obrady odbywały się w budynku Teatru Skarbkowskiego, w jego sali redutowej. Nie była ona przystosowana do tego celu; ławy poselskie wstawiano tam tylko raz do roku, na sesje sejmowe. Także wystrój sali niekiedy budził kontrowersje uczestników obrad, postanowiono więc ostatecznie zbudować własny budynek na potrzeby sejmu. Nowy gmach zbudowano we Lwowie w latach 1877–1881 według projektu Juliusza Hochbergera, w stylu neorenesansowym i neobarokowym. W attyce nad fasadą umieszczono monumentalną, alegoryczną kompozycję rzeźbiarską Opiekuńczy duch Galicji T. Riegera, przedstawiającą stojącą postać kobiecą (symbol Galicji), a poniżej siedzących kobietę (po lewej, symbol Wisły) oraz mężczyznę (po prawej, symbol Dniestru). Poniżej umieszczono rzeźbiarskie alegorie Miłości, Sprawiedliwości, Prawdy i Wiary (od lewej ku prawej), a na parterze dwie grupy rzeźb o nazwach „Oświata” i „Praca”. Wnętrza sejmowe były bogato wyposażone, m.in. w westybulu znajdowały się rzeźby władców Polski i Rusi (Mieszka I, Kazimierza Wielkiego, Jarosława Mądrego i Włodzimierza Wielkiego); w gmachu umieszczono też dwa obrazy Jana Matejki: Unię Lubelską i Konstytucję 3 Maja 1791 roku.
W 1919 gmach Sejmu Krajowego stał się gmachem głównym lwowskiego uniwersytetu (wówczas Uniwersytetu Jana Kazimierza) i pozostaje nim do dziś (obecnie Uniwersytet Iwana Franki).

## Likwidacja Sejmu
Ostatnia sesja sejmowa miała miejsce w 1914 r. Kilka miesięcy po jej zakończeniu wybuchła I wojna światowa, która spowodowała, że Sejm nie był już zwoływany (także z powodu prowadzenia działań wojennych na terenie Galicji). Działał jednak w pewnym zakresie Wydział Krajowy. Wraz z zakończeniem wojny nastąpił rozpad Austro-Węgier, a Galicja stała się częścią Polski. Sejm stracił zatem rację bytu, a Wydział zastępowały nowe organy polskiej administracji.
Ostatecznego uporządkowania sytuacji dokonano na mocy ustawy polskiego Sejmu Ustawodawczego z 30 stycznia 1920 r. o zniesieniu Sejmu i Wydziału Krajowego b. Królestwa Galicji i Lodomerji z Wielkiem Księstwem Krakowskiem. Formalnie zniesiono Sejm Krajowy i Wydział Krajowy, a całe ich prawa i obowiązki oraz majątek znajdujący się pod ich zarządem przeniesiono na państwo polskie. Powołano również Tymczasowy Wydział Samorządowy, który miał przejąć obowiązki Wydziału Krajowego do momentu powołania jednolitej administracji samorządowej.

## Kadencje Sejmu Krajowego i marszałkowie krajowi
| Kadencja      | Lata kadencji | Marszałek Sejmu Krajowego    | Czas urzędowania  |
| ------------- | ------------- | ---------------------------- | ----------------- |
| I kadencja    | 1861-1867     | Leon Ludwik Sapieha          | 11.04.1861 – 1867 |
| II kadencja   | 1867-1869     | Leon Ludwik Sapieha          | 1867-1869         |
| III kadencja  | 1870-1876     | Leon Ludwik Sapieha          | 1870-1875         |
| III kadencja  | 1870-1876     | Alfred Józef Potocki         | 03.1875–12.1875   |
| III kadencja  | 1870-1876     | Włodzimierz Dzieduszycki     | 7.03.1876–1876    |
| IV kadencja   | 1877-1882     | Ludwik Wodzicki              | 1877–1880         |
| IV kadencja   | 1877-1882     | Mikołaj Zyblikiewicz         | 1880–1881         |
| V kadencja    | 1882-1889     | Mikołaj Zyblikiewicz         | 1882–1886         |
| V kadencja    | 1882-1889     | Jan Tarnowski                | 1886–1889         |
| VI kadencja   | 1889-1895     | Jan Tarnowski                | 1886–1889         |
| VI kadencja   | 1889-1895     | Eustachy Stanisław Sanguszko | 1890–1895         |
| VII kadencja  | 1895-1901     | Stanisław Marcin Badeni      | 1895-1901         |
| VIII kadencja | 1901-1907     | Andrzej Kazimierz Potocki    | 1901–1902         |
| VIII kadencja | 1901-1907     | Stanisław Marcin Badeni      | 1902–1907         |
| IX kadencja   | 1908–1913     | Stanisław Marcin Badeni      | 1908–1913         |
| X kadencja    | 1913-1914     | Adam Gołuchowski             | 1913-1914         |